# Rapto de Helena (Reni)
El Rapto de Helena es un cuadro creado entre 1628 y 1629 por el pintor italiano Guido Reni, actualmente conservado en el Museo del Louvre de París.

## Historia
En 1627, a través de sus emisarios en Italia, concretamente en Roma, Felipe IV de España había encargado a Guido Reni un gran lienzo que representara el rapto de Helena de Troya. Al poco tiempo, el artista regresó a Bolonia, su ciudad natal, donde también se encontraba el cardenal Bernardino Spada en calidad de legado papal. Esta circunstancia hizo posible que el cardenal siguiera personalmente la realización del lienzo, una operación de particular interés, sobre todo teniendo en cuenta el rango del comisionado, que tenía importantes implicaciones políticas para la corte papal. Algunos historiadores del arte especulan que -en el contexto de la Guerra de los Treinta Años- el papa Urbano VIII, notoriamente pro francés, aprovechó la ocasión del lienzo para enviar mensajes a su archienemigo español. Algunos creen que esta pintura y La muerte de Dido de Guercino son una alegoría conjunta destinada a transmitir mensajes diplomáticos dirigidos a Felipe IV y María de Médici, la reina consorte de Francia.

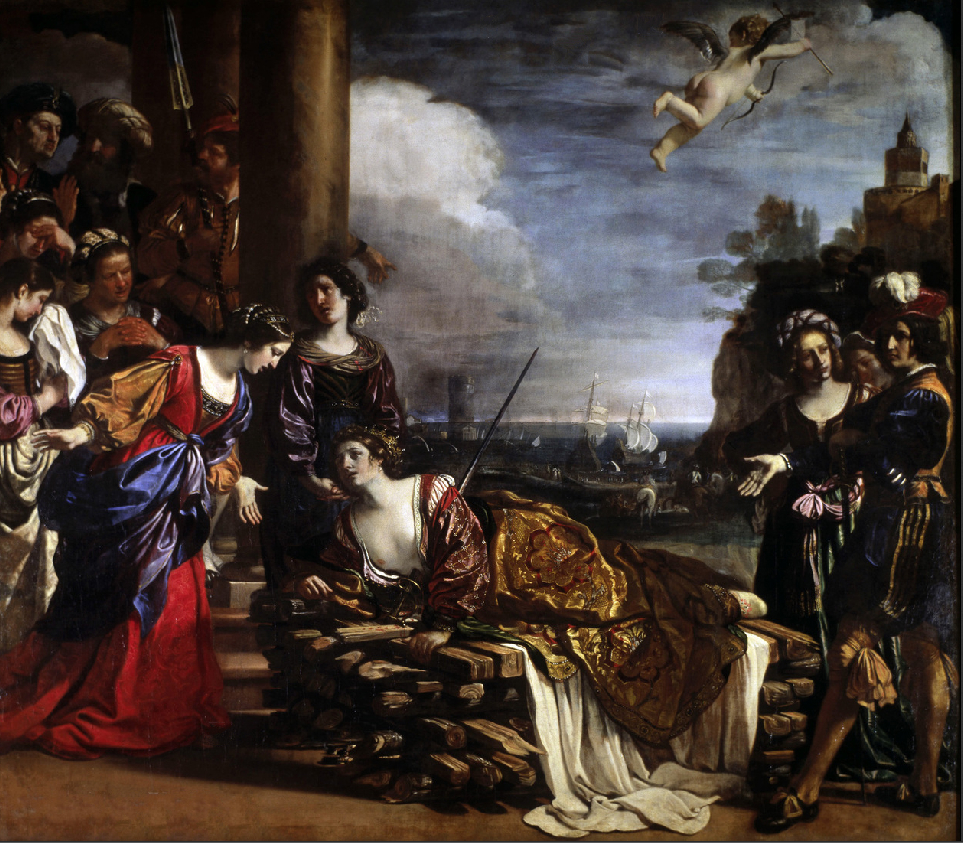
Guercino, Muerte de Dido, 1631, Galería Spada, Roma.

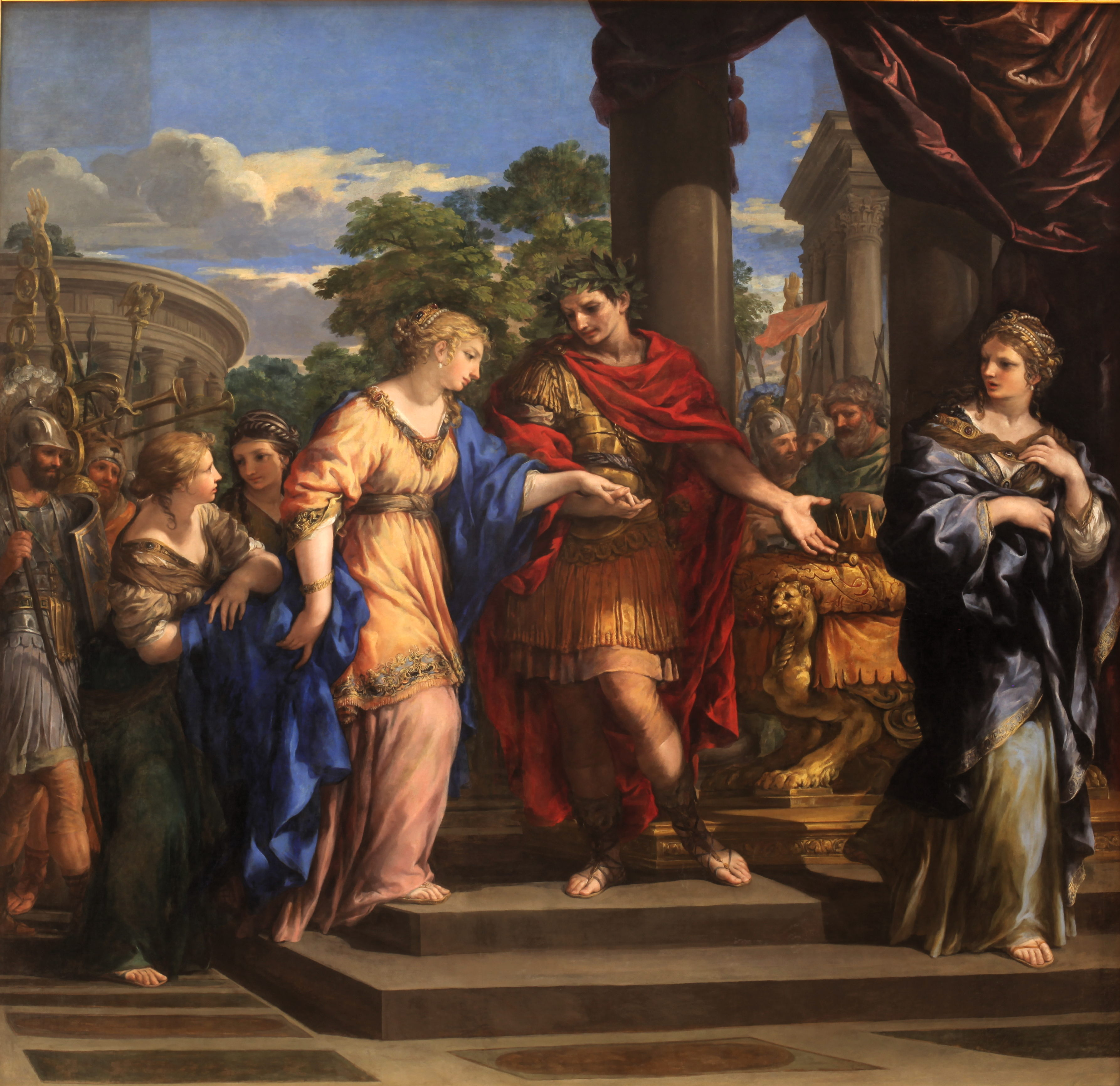
Pietro da Cortona, César devuelve a Cleopatra al trono de Egipto, 1637-1643, Museo de Bellas Artes, Lyon.

Una vez terminada la obra, los emisarios españoles discreparon sobre su pago y el cuadro quedó sin vender: el cardenal Spada aprovechó la ocasión de esta disputa y sugirió a María de Médici que comprara el lienzo. La reina consorte aceptó el consejo y el cuadro partió hacia Francia. Cuando el Rapto de Helena llegó a territorio francés, no pudo ser adquirido por la reina María, que entretanto ya no desempeñaba ningún papel de importancia política, por lo que fue adquirido en 1654 (o antes) por el marqués Louis Phélypeaux de La Vrillière, quien lo colocó en su galería parisina, que ya no existe, y encargó un pendiente a Pietro da Cortona, titulado César devuelve a Cleopatra al trono de Egipto. Apareció en un inventario póstumo de su patrimonio y fue vendido por su sobrino Louis III de La Vrillière (1672-1725) a Louis Raulin Rouillé, interventor general de Correos, cuya viuda lo vendió a su vez a Luis Alejandro de Borbón, conde de Toulouse (1678-1737), hijo legítimo del rey de Francia Luis XIV y de su amante Madame de Montespan. El lienzo fue heredado por su hijo Luis Juan María de Borbón (1725-1793) en 1737 y confiscado durante la Revolución Francesa junto con el resto de su colección. Trasladado al Louvre, se expuso inicialmente en el Museo Central de las Artes en 1801 y luego, durante la Primera Guerra Mundial, se guardó en el castillo de Maisons-Laffitte.